# Graggle Simpson
Graggle Simpson, también conocido como Gumbly, es un personaje metaficticio que supuestamente pertenece a la comedia de situación animada estadounidense Los Simpson. Es objeto de un meme y un bulo de Internet en el que los usuarios en línea afirman satíricamente que el personaje era un miembro real del elenco de personajes de la serie (así como de la familia Simpson) que había sido eliminado mediante retrocontinuidad. La intención detrás del meme es satirizar el efecto Mandela y sus creyentes. El personaje se representa más comúnmente como un humanoide amarillo, desnudo, parecido a un extraterrestre, con una boca grande y tres mechones de cabello, comúnmente «visto» junto a miembros de la familia Simpson.
La mayoría de las afirmaciones hechas sobre Graggle incluyen una historia de fondo sobre la existencia del personaje en la historia de la comedia. Varias permutaciones de la historia afirman que estaba destinado a ser una autoinserción del creador de Los Simpson, Matt Groening, que era un personaje muy querido entre los fanáticos o, alternativamente, que fue eliminado debido a la mala recepción de los espectadores, o que fue agregado al final de la ejecución del programa como una forma de satirizar la percepción de disminución de la calidad del programa. Se han producido una variedad de trabajos de fanes con Graggle, incluidos fan art, portadas editadas, capturas de pantalla y grabaciones de episodios de Los Simpson que incluyen a Graggle entre otros personajes del elenco, y una modificación para el videojuego de 2003 The Simpsons Hit & Run.
Aunque el personaje se amplió y alcanzó niveles virales de popularidad en 2022, las primeras menciones de Graggle, también conocido como «Gumbly», datan de 2015, cuando un usuario anónimo en el textboard japonés 2channel agregó una versión del personaje al que se hace referencia. como «Nan-j min» en capturas de pantalla de Los Simpson, siendo Nan-j min la mascota del textboard /livejupiter/ del sitio (apodado «Nan-j») en ese momento. Las primeras referencias al personaje en inglés datan de principios de 2021 en 4chan, en una publicación que establece el aspecto anterior de Graggle como el personaje de Groening, y también presenta dos nombres alternativos, Yellow Matt («Matt amarillo») y Weird Matt («Matt raro»). El nombre «Gumbly» probablemente se inspiró en Gumby, un personaje de plastimación que una vez hizo un cameo en el episodio de la decimoséptima temporada «The Girl Who Slept Too Little».